# Androstenon
Androstenon – steroid, produkt utlenienia androstenolu, występujący w pocie i moczu ssaków. Można go również znaleźć w cytoplazmie selera i ludzkiej ślinie. W szczególnie dużych ilościach występuje w ślinie knurów, silnie oddziałując na lochę podczas kopulacji.
Zapach androstenonu jest nieprzyjemny. Określa się go jako pośredni między wonią moczu oraz potu a słodkim aromatem kwiatowym.
Adrostenon uznawany jest za męski feromon, jednakże wrażliwość na jego działanie jest uwarunkowana genetycznie. Za percepcję androstenonu odpowiedzialny jest receptor OR7D4, którego aktywność jest inna u każdego człowieka.